# Оленівка (Цебриківська селищна громада)
Оле́нівка (раніше Еленендорф, Дорша, Мардарівка, Гросул-Толстого) — село в Україні, у Цебриківській селищній громаді Роздільнянського району Одеської області. Населення становить 20 осіб.
До 17 липня 2020 року було підпорядковане Великомихайлівському району, який був ліквідований.

## Населення
Згідно з переписом 1989 року населення села становило 33 особи, з яких 17 чоловіків та 16 жінок.
За переписом населення 2001 року в селі мешкало 29 осіб.
На 1 січня 2020 року — 20 осіб: 12 чоловік і 8 жінок.

### Мова
Розподіл населення за рідною мовою за даними перепису 2001 року:
| Мова       | Відсоток |
| ---------- | -------- |
| українська | 89,66 %  |
| російська  | 6,9 %    |
| молдовська | 3,45 %   |